# بريتلاويورن
بريتلاويورن (بالإنجليزية: Breitlauihorn)‏ هو أحد جبال سلسلة جبال الألب البرنية وجزء من القمة الأم Breithorn يقع في كانتون فاليز، سويسرا. يبلغ ارتفاع الجبل حوالي 3655 متر، بينما يبلغ ارتفاع نتوء الجبل 89 متر.